# 안심중학교
안심중학교(安心中學校)는 대한민국 대구광역시 동구 서호동에 있는 공립 중학교이다.

## 학교 연혁
- 1969년 11월 7일 : 안심중학교 설립인가 (18학급)
- 1970년 3월 4일 : 초대 오상석 교장 취임
- 1970년 3월 5일 : 개교식 및 입학식 거행
- 1973년 1월 19일 : 제1회 졸업식 거행
- 1981년 7월 1일 : 대구직할시 교육위원회로 편입(행정구역 변경)
- 1986년 3월 1일 : 안심여중 분리
- 2002년 12월 5일 : 별관 3층 증축
- 2003년 10월 27일 : 농구장 신축
- 2005년 11월 14일 : 학교 도서관 (雄志館) 개관식(별관)
- 2009년 2월 28일 : 급식실 신축
- 2009년 8월 28일 : 운동장 인조 잔디 및 우레탄 공사 완공
- 2011년 5월 18일 : 다목적실(강당) 완공 기념 개관식
- 2022년 1월 28일 : 제50회 졸업식(98명 졸업) 총 졸업생 수(19,832명)
- 2022년 3월 1일 : 제26대 임영래 교장 취임
- 2022년 3월 2일 : 제53회 입학식(142명)

## 참고 자료
- 안심중학교 - 한국교육학술정보원 학교알리미